# Российский государственный университет имени А. Н. Косыгина
Российский государственный университет имени А. Н. Косыгина (Технологии. Дизайн. Искусство) — высшее учебное заведение в Москве, традиционно специализировалось на подготовке специалистов для лёгкой и текстильной промышленности.

## История создания
Учебное заведение исторически специализируется на выпуске специалистов в области лёгкой промышленности.
Начало учебному заведению положило открытие кафедры технологии изделий из кожи при Московском химико-технологическом университете (ныне РХТУ им. Менделеева) в 1916 году.
В 1930 году кафедра была преобразована в Московский политехнологический институт кожевенной промышленности. Первым директором института стал Николай Владимирович Чернов.
В 1937 году институт был преобразован в Московский технологический институт лёгкой промышленности и просуществовал под этим названием до 1992 года. С 1992 по 1999 годы назывался Московской государственной академией лёгкой промышленности. В 1998 году в рамках академии был образован Институт социальной инженерии, а в 1999 году был открыт Институт дизайна. В 2002 году Московская государственная академия лёгкой промышленности была преобразована в Московский государственный университет дизайна и технологии (МГУДТ).
В 2011 году университет образовал колледж МГУДТ. Специальности: Дизайн костюма, Дизайн среды, Промышленный дизайн. Специализации: Дизайн аксессуаров (в рамках квалификации «дизайн костюма»).
В 2012 году реорганизован путём присоединения к нему в качестве структурного подразделения МГТУ им. А. Н. Косыгина.
В 2015 году реорганизован путём присоединения к нему в качестве структурного подразделения Государственной классической академии имени Маймонида и Государственной академии славянской культуры.
В 2016 году переименован в Российский государственный университет имени А. Н. Косыгина (Технологии. Дизайн. Искусство). 
В марте 2023 года СМИ сообщили о том, что Государственный университет имени Н.А. Косыгина пригласил ООО «Институт современной психологии и родологии» к сотрудничеству в образовательной и научной деятельности. Как было заявлено, сотрудничество предполагает открытие кафедры ансестологии, которую возглавит блогер Ксения Губина. На кафедре предполагается изучение влияния генетической памяти на поведенческие паттерны и реакции отдельных людей.

## Факультеты
- Текстильный институт
- Технологический институт лёгкой промышленности
- Институт химических технологий промышленной экологии
- Институт мехатроники и робототехники
- Институт информационных технологий и цифровой трансформации
- Институт экономики и менеджмента
- Институт социальной инженерии
- Институт дизайна
- Институт искусств
- Институт славянской культуры
- Институт «Академия имени Маймонида»
- Гимназия РГУ им. А. Н. Косыгина
- Колледж РГУ им. А. Н. Косыгина

## Филиалы
Филиал в г. Новосибирске — Новосибирский технологический институт (филиал) федерального государственного бюджетного образовательного учреждения высшего образования «Российский государственный университет им. А. Н. Косыгина (Технологии. Дизайн. Искусство)»;
Филиал в г. Твери — Филиал федерального государственного бюджетного образовательного учреждения высшего образования «Российский государственный университет им. А. Н. Косыгина (Технологии. Дизайн. Искусство)» в г. Твери.